# Mathias Clemens
Pour les articles homonymes, voir Clemens.
Mathias Clemens, né le 8 août 1915 à Rédange (France) et mort le 26 novembre 2001 à Huncherange (Luxembourg), est un coureur cycliste et homme politique luxembourgeois des années 1930-40, membre du Parti ouvrier socialiste luxembourgeois (LSAP).

## Biographie
Son frère Pierre fut également coureur cycliste professionnel de 1936 à 1945.
Professionnel de 1935 à 1948, il remporte notamment une étape du Tour de France 1936. 
Il est trois fois champion du Luxembourg sur route en 1935 (chez les indépendants), 1938 et 1948 et champion du Luxembourg de cyclo-cross en 1940.

## Palmarès et résultats

### Palmarès par année
- 1935
  -  Champion du Luxembourg sur route indépendants
  - Classement général du Tour de Luxembourg
  - 3e du championnat du Luxembourg de cyclo-cross
  - 7e du championnat du monde sur route
- 1936
  - Tour de Luxembourg :
    - Classement général
    - 8e étape

  - 3e étape du Tour de France
  - 2e du Grand Prix de la Flèche
  - 7e du Tour de France
- 1937
  - Tour de Luxembourg :
    - Classement général
    - 1re étape
- 1938
  -  Champion du Luxembourg sur route
  - 3e étape du Tour de Luxembourg
  - Grand Prix de Luxembourg
  - 3e de Paris-Lillers
  - 5e du Tour de France
- 1939
  - Tour de Luxembourg :
    - Classement général
    - 3e et 4e étapes

  - 4e du Tour de France
- 1940
  -  Champion du Luxembourg de cyclo-cross
  - 3e, 7e et 8e étapes du Tour de Catalogne
  - 2e du Tour de Catalogne
- 1941
  - Tour du Westmark :
    - Classement général
    - 2e étape

  - Grand Prix de Schweinfurt
  - 3e de l'Écharpe d'Or
- 1942
  - 3e du Tour de Luxembourg
- 1943
  - 4e et 5e étapes du Tour de Luxembourg
  - 2e du Tour de Luxembourg
- 1945
  - Grand Prix de la Libération
  - 2e du championnat du Luxembourg sur route 
  - 2e de Metz-Luxembourg
- 1946
  - 2e du Grand Prix François-Faber
  - 2e du Circuit des Trois Bois
  - 10e du championnat du monde sur route
- 1947
  - Tour de Luxembourg :
    - Classement général
    - 3e étape

  - 3e du championnat du Luxembourg sur route
- 1948
  -  Champion du Luxembourg sur route
  - 2e des Six Jours de New York (avec Lucien Gillen)
  - 3e du Tour de Luxembourg 
  - 3e du Tour de Romandie

### Résultats sur le Tour de France
4 participations
- 1936 : 7e, vainqueur de la 3e étape
- 1937 : abandon (2e étape)
- 1938 : 5e
- 1939 : 4e